# Taximágulo
Taximágulo fue uno de los cuatro reyes de Kent que reinó durante la segunda expedición de César a Britania (54 a. C.). Taximagulo gobernó en compañía de Cingétorix, Carvilio y Ségovax. Estos cuatro reyes se aliaron con el líder de la resistencia britana Casivelono y atacaron el campamento naval de los romanos en un intento de aliviar la situación del líder britano, que estaba siendo sitiado en su campamento, situado al norte del Támesis. No obstante, el ataque fracasó y Casivelono se vio obligado a firmar una paz aceptando los términos de César.